# معركة تاسافارونغا

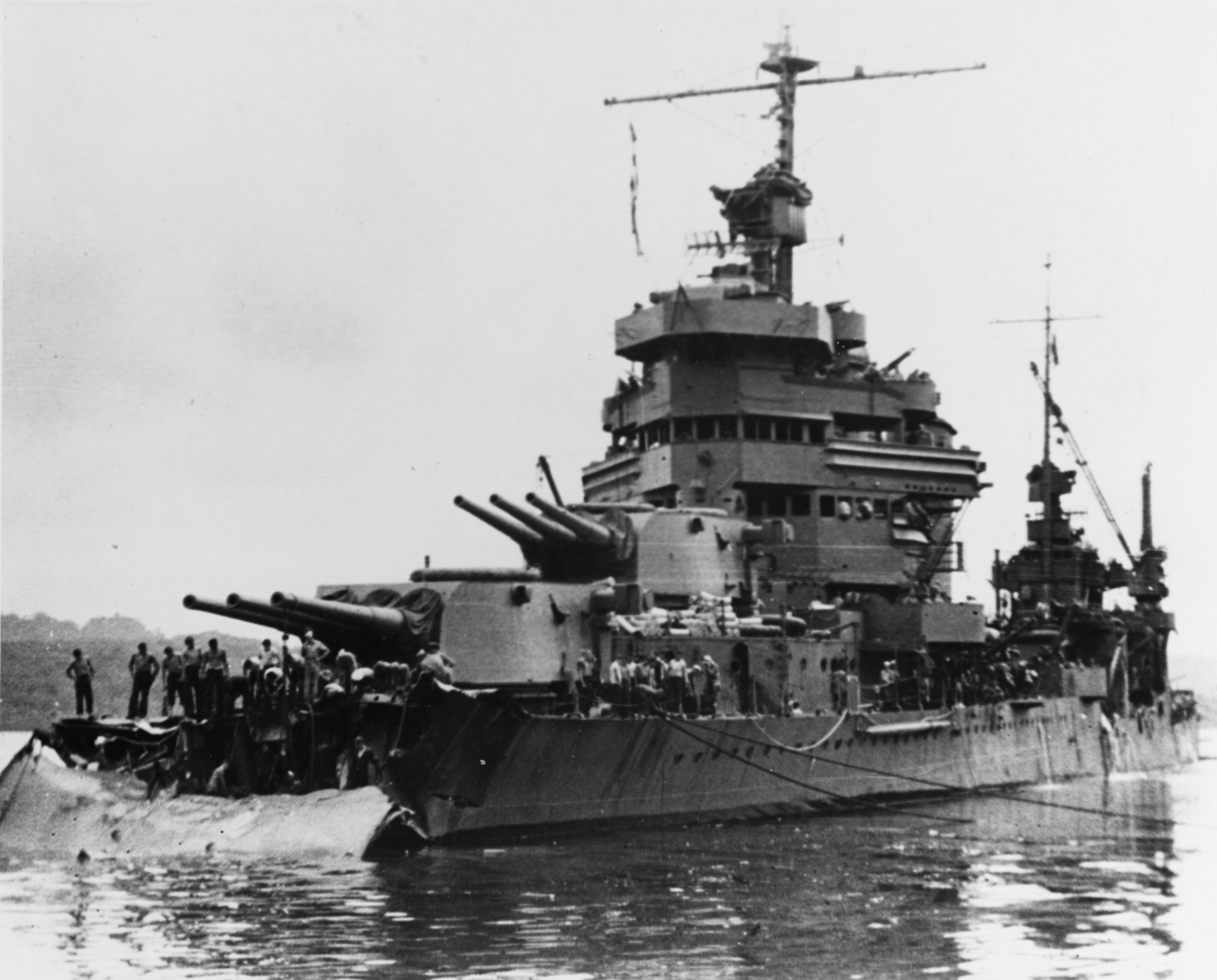
الطراد الأمريكي الثقيل يو إس إس مينيابوليس على ساحل جزيرة تولاغي ـ إحدى جزر أرخبيل سليمان ـ بعد ساعات قليلة من المعركة، التي أصيب فيها بطوربيدات يابانية

معركة تاسافارونغا (بالإنجليزية: Battle of Tassafaronga)، وتعرف أيضًا باسم معركة جزيرة سافو الرابعة (بالإنجليزية: Fourth Battle of Savo Island)، كما تسميها المصادر اليابانية معركة نقطة لونغا (باليابانية: ルンガ沖夜戦)، هي معركة بحرية ليلية وقعت أحداثها في 30 نوفمبر 1942 بين البحرية الأمريكية والبحرية الإمبراطورية اليابانية أثناء حملة جوادالكانال في الحرب العالمية الثانية في منطقة «قاع الحديد» (بالإنجليزية: Ironbottom Sound) قرب منطقة تاسافارونغا بجزيرة جوادالكانال.
وقعت المعركة عندما حاولت قوة بحرية أمريكية مكونة من 5 طرادات و4 مدمرات (بقيادة العميد كارلتون رايت) مباغتة وتدمير قوة بحرية يابانية مكونة من 8 مدمرات (بقيادة العميد رايزو تاناكا)، أثناء محاولة القوة البحرية اليابانية توصيل إمدادات غذائية إلى القوات اليابانية في جزيرة جوادالكانال.
قامت السفن الأمريكية ـ مستعينة بالرادار ـ بفتح النار على المدمرات اليابانية فأغرقت إحداها، غير أن تاناكا وبقية سفنه ردوا على الهجوم ردًا سريعًا بإطلاق طوربيدات عديدة على السفن الأمريكية، فأغرقوا طرادًا أمريكيًا وألحقوا إصابات جسيمة بثلاثة طرادات أخرى، قبل أن تتمكن السفن اليابانية من الفرار دون أن يلحق بها المزيد من الضرر، بل لقد نجحت هذه السفن أيضًا في إتمام مهمتها وتوصيل الإمدادات الغذائية التي كانت تحملها.
رغم أن المعركة تعد هزيمة تكتيكية قاسية للولايات المتحدة، إلا أنه كان لها مردود استراتيجي إيجابي إلى حد ما؛ إذ لم يستطع اليابانيون استغلال انتصارهم هذا في تعزيز جهودهم لطرد الحلفاء من جوادالكانال، وهي الجهود التي باءت بالفشل في النهاية.

## خلفية

### حملة غوادالكانال
نزلت قوات الحلفاء على أراضي غوادالكانال وتولاغي وجزر فلوريدا في جزر سليمان في 7 أغسطس عام 1942. كان الهدف من عمليات الإنزال منع اليابانيين من الوصول إلى القواعد العسكرية التي يمكنهم استخدامها لتهديد طرق الإمداد بين الولايات المتحدة وأستراليا؛ وتأمين الجزر كنقاط انطلاق لحملة بهدف نهائي يتمثل في تحييد القاعدة اليابانية الرئيسية في رابول ودعم حملة غينيا الجديدة المتحالفة أيضًا. أطلقت عمليات الإنزال حملة غوادالكانال التي استمرت ستة أشهر.
فوجِئ حوالي 2000 إلى 3000 جندي ياباني في الجزر، وأمنت قوات الحلفاء البالغ عددها 11000، بقيادة الفريق ألكسندر فانديغريفت، بحلول ليل 8 أغسطس تولاغي والجزر الصغيرة المجاورة بالإضافة إلى المطار الياباني، الذي كان قيد الإنشاء، في لونغا بوينت على أراضي غوادالكانال، التي أطلق عليها الحلفاء بعد ذلك اسم «هندرسون فيلد». أُطلِق على طائرات الحلفاء التي انطلقت من هندرسون اسم «قوات كاكتوس الجوية» بعد الاسم الرمزي للحلفاء لغوادالكانال. أنشأ مشاة البحرية الأمريكية محيط دفاع حول لونغا بوينت لحماية المطار. أدت التعزيزات خلال الشهرين التاليين إلى زيادة عدد القوات الأمريكية في لونغا بوينت في غوادالكانال إلى أكثر من 20 ألف جندي.
كلف المقر العام الإمبراطوري الياباني الجيش السابع عشر في الجيش الإمبراطوري الياباني مهمة استعادة الجزيرة ردًا على عمليات إنزال الحلفاء في غوادالكانال، وهو قيادة بحجم الفيلق مقره في رابول يقوده الفريق هاروكيتشي هياكوتاكه. بدأت الوحدات الأولى من الجيش السابع عشر بالوصول إلى هناك في 19 أغسطس.
نادرًا ما تمكن اليابانيون من استخدام سفن نقل كبيرة وبطيئة أو صنادل لتوصيل القوات والإمدادات إلى الجزيرة؛ وذلك بسبب التهديد من طائرات قوات كاكتوس الجوية المتمركزة في هدرسون فيلد؛ فاستخدموا السفن الحربية المتمركزة في رابول وجزر شورتلاند بدلاً من ذلك لنقل قواتهم إلى غوادالكانال. كانت السفن الحربية اليابانية، وخاصة الطرادات الخفيفة والمدمرات من الأسطول الثامن تحت قيادة نائب الأميرال غونيتشي ميكاوا، قادرة عادةً على الإبحار ذهابًا وإيابًا أسفل «الفتحة» (فتحة نيو جورجيا) إلى غوادالكانال والعودة في ليلة واحدة، وبالتالي تقليل تعرضها لهجوم قوات كاكتوس الجوية. حال تسليم القوات بهذه الطريقة دون نقل معظم المعدات والإمدادات الثقيلة للجنود، مثل المدفعية الثقيلة والمركبات والكثير من المواد الغذائية والذخيرة، إلى غوادالكانال معهم. استمر إبحار هذه السفينة الحربية عالية السرعة إلى غوادالكانال طوال الحملة وأُطلِق عليها فيما بعد اسم «طوكيو إكسبريس» من قبل قوات الحلفاء و«رات ترانسبورتيشن» من قبل اليابانيين.
حاول اليابانيون عدة مرات بين أغسطس ونوفمبر عام 1942 استعادة هندرسون فيلد وطرد قوات الحلفاء من غوادالكانال، ولكن دون جدوى. فشلت محاولة اليابانيين الأخيرة في تسليم قوات إضافية كبيرة إلى الجزيرة خلال معركة غوادالكانال البحرية بين 12-15 نوفمبر.
تولى الفريق الياباني هيتوشي إمامورا في 26 نوفمبر قيادة جيش المنطقة الثامنة الجديد في رابول. ضمت القيادة الجديدة كلاً من جيش هياكوتاكه السابع عشر في جزر سليمان والجيش الثامن عشر في غينيا الجديدة. تجسدت إحدى أولويات إمامورا الأولى عند توليه القيادة باستمرار محاولات استعادة هندرسون فيلد وغوادالكانال. إن محاولة الحلفاء للاستيلاء على بونا في غينيا الجديدة غيرت أولويات إمامورا، فاعتُبِر ذلك تهديدًا أكثر خطورة لرابول، وأجّل إمامورا المزيد من جهود التعزيز الرئيسية لغوادالكانال للتركيز على الوضع في غينيا الجديدة.

### أزمة الإمداد
تحول اليابانيون إلى استخدام الغواصات لتقديم المؤن لقواتهم في غوادالكانال، وذلك بسبب مزيج من التهديدات من طائرات قوات كاكتوس الجوية، وقوارب بّي تي البحرية الأمريكية المتمركزة في تولاغي، وسطوع ضوء القمر. أوصلت 16 غواصة شحنات ليلية من المواد الغذائية إلى الجزيرة، مع غواصة واحدة تُبحِر كل ليلة ابتداءً من 16 نوفمبر عام 1942 وبشكل مستمر على مدار الأسابيع الثلاثة التالية. تمكنت كل غواصة من تسليم 20 إلى 30 طنًا من الإمدادات، أي ما يعادل حوالي يوم واحد من الطعام، للجيش السابع عشر، لكن المهمة الصعبة المتمثلة في نقل الإمدادات يدويًا عبر الغابة إلى وحدات الخطوط الأمامية حدت من قيمتهم لدعم القوات اليابانية في غوادالكانال. حاول اليابانيون في الوقت نفسه إنشاء سلسلة من ثلاث قواعد في وسط جزر سليمان للسماح للقوارب الصغيرة باستخدامها كمواقع انطلاق لتسليم الإمدادات إلى غوادالكانال؛ ولكن ضربات الحلفاء الجوية المؤذية على القواعد أجبر على التخلي عن هذه الخطة.
أخبر الجيش السابع عشر إمامورا في 26 نوفمبر بأنه يواجه أزمة غذائية خطيرة. لم يُعاد إمداد بعض وحدات الخطوط الأمامية لمدة ستة أيام، وحتى قوات المنطقة الخلفية كانت تحصل على ثلث حصص الإعاشة. أجبر الوضع اليابانيين على العودة إلى استخدام المدمرات لتوصيل الإمدادات اللازمة.
ابتكر أفراد الأسطول الثامن خطة للمساعدة في الحد من كشف المدمرات التي تنقل الإمدادات إلى غوادالكانال. نُظِّفت براميل النفط أو الغاز الكبيرة ومُلِئت بالإمدادات الطبية والطعام، مع وجود مساحة هوائية كافية للطفو على المياه، ورُبِطت جميعها بحبل. تنعطف المدمرات انعطافًا حادًا عند وصولها إلى غوادالكانال، وتُقطَع حبال البراميل، ويلتقط سباح أو قارب من الشاطئ الطرف العائم للحبل ويعيده إلى الشاطئ ليتمكن الجنود من سحب الإمدادات.
كلّف ميكاوا وحدة تعزيز غوادالكانال التابعة للأسطول الثامن، ومقرها جزر شورتلاند وتحت قيادة الأميرال الخلفي (اللواء) رايزو تاناكا، بإجراء أول جولة من خمس جولات مجدولة باستخدام طريقة البراميل في ليلة 30 نوفمبر. تركزت وحدة تاناكا على السفن الثمانية من السرب المدمر (ديرسون) 2، مع ستة مدمرات مخصصة لنقل 200 إلى 240 برميل من الإمدادات لكل منها، إلى تاسافارونغا في غوادالكانال. كانت سفينة القيادة ناغانامي التابعة لتاناكا وسفينة تاكانامي بمثابة مرافقين. كانت المدمرات الستة الناقلة للبراميل كوروشيو، وأوياشيو، وكاغيرو، وسوزوكازي، وكواكازي، وماكينامي. تركت المدمرات التي تحمل البراميل حمولتها من الطربيدات من النوع 93 (لونغ لانس) في شورتلاندز لتوفير الوزن، تاركة ثمانية طربيدات لكل سفينة، وواحدة لكل أنبوب.
أعاد نائب الأميرال الأمريكي ويليام هالسي، قائد قوات الحلفاء في جنوب المحيط الهادئ، تنظيم القوات البحرية الأمريكية تحت قيادته بعد معركة غوادالكانال البحرية، بما في ذلك تشكيل فرقة العمل 67 في إسبيريتو سانتو في 24 نوفمبر، والتي ضمت الطرادات الثقيلة يو إس إس مينيابوليس، ونيو أورلينز، وبينساكولا، ونورثامبتون، والطراد الخفيف هونولولو، وأربعة مدمرات (فليتشر، ودرايتون، وموري، وبركنز). حل الأميرال الأمريكي كارلتون إتش. رايت محل توماس كينكيد كقائد لفرقة العمل 67 في 28 نوفمبر.
أطلع رايت قادة سفينته على خطته في التعاون مع اليابانيين في المستقبل عند توليه القيادة، وتوقع حدوث معارك ليلية حول غوادالكانال. نصت الخطة، التي صاغها مع كينكيد، على أن المدمرات المجهزة بالرادار يجب أن تستكشف أمام الطرادات، وتنفذ هجومًا مفاجئًا بالطربيد عند رؤية السفن الحربية اليابانية، ثم إخلاء المنطقة لمنح الطرادات مجالًا واضحًا للنيران. كان على الطرادات بعد ذلك الاشتباك مع إطلاق النار على مدى 10 آلاف إلى 12 ألف ياردة (9100 إلى 11 ألف متر). كانت الطائرات العائمة للطرادات تقوم بالاستكشاف وإلقاء قنابل مضيئة أثناء المعركة.
اعترض أفراد استخبارات الحلفاء ذلك وفكوا تشفير رسالة يابانية أُرسِلت إلى الجيش السابع عشر في غوادالكانال لتنبيههم إلى بدء إمداد تاناكا في 29 نوفمبر. أمر هالسي رايت عند إبلاغه بالرسالة بأخذ فريق العمل 67 لاعتراض تاناكا قبالة غوادالكانال، مع رفع راية رايت على الطراد مينيابوليس، ومغادرة إسبيريتو سانتو بسرعة 27 عقدة (31 ميلاً في الساعة، 50 كم/ساعة) قبل منتصف ليل 29 نوفمبر لمسافة 580 ميلاً (930 كم) إلى غوادالكانال. أُمر المدمرتان لامسون ولاردنر في الطريق، العائدتان من مهمة مرافقة قافلة إلى غوادلكانال، بالانضمام إلى فريق العمل 67. وضع رايت المدمرات خلف الطرادات نظرًا لعدم وجود وقت لإطلاع الضباط على المدمرات المنضمة لخطة معركته. أطلقت طرادات رايت في الساعة 17:00 من يوم 30 نوفمبر طائرة عائمة واحدة لتولاغي لإلقاء نار خلال المعركة المتوقعة في تلك الليلة. أرسل رايت أطقمه إلى محطات القتال في الساعة 20:00.
غادرت قوة تاناكا شورتلاندز بعد منتصف الليل بقليل في 30 نوفمبر للتوجه إلى غوادالكانال. حاول تاناكا الهروب من طائرات الاستطلاع الجوي التابعة للحلفاء بالتوجه أولاً إلى الشمال الشرقي عبر مضيق بوغاينفيل؛ وذلك قبل أن يتجه إلى الجنوب الشرقي ثم جنوبًا للمرور عبر مضيق إجباري. أفاد بول ماسون، مراقب السواحل الأسترالي المتمركز في جنوب بوغاينفيل، عبر الراديو بمغادرة سفن تاناكا من شورتلاند، ونُقلت هذه الرسالة إلى رايت. رصدت طائرة بحث يابانية في الوقت نفسه قافلة للحلفاء بالقرب من غوادالكانال؛ وأبلغت تاناكا بموقعها، والذي بدوره قال لقادة مدمرته أن يتوقعوا أي تحرك في تلك الليلة، وأنه «في مثل هذه الحالة، ستُبذل أقصى الجهود لتدمير العدو بغض النظر عن تفريغ الإمدادات». 